# Честер (переписна місцевість, Массачусетс)
Честер (англ. Chester) — переписна місцевість (CDP) в США, в окрузі Гемпден штату Массачусетс. Населення — 552 особи (2020).

## Географія
Честер розташований за координатами 42°16′50″ пн. ш. 72°58′49″ зх. д. / 42.28056° пн. ш. 72.98028° зх. д. (42.280687, -72.980177).  За даними Бюро перепису населення США в 2010 році переписна місцевість мала площу 3,70 км², з яких 3,61 км² — суходіл та 0,08 км² — водойми.

## Демографія
Згідно з переписом 2010 року, у переписній місцевості мешкало 627 осіб у 254 домогосподарствах у складі 172 родин. Густота населення становила 170 осіб/км².  Було 285 помешкань (77/км²).
Расовий склад населення:
| - 99,0 % — білих |

До двох чи більше рас належало 1,0 %. Частка іспаномовних становила 1,1 % від усіх жителів.
За віковим діапазоном населення розподілялося таким чином: 21,7 % — особи молодші 18 років, 62,5 % — особи у віці 18—64 років, 15,8 % — особи у віці 65 років та старші. Медіана віку мешканця становила 43,4 року. На 100 осіб жіночої статі у переписній місцевості припадало 107,6 чоловіків;  на 100 жінок у віці від 18 років та старших — 108,9 чоловіків також старших 18 років.
Середній дохід на одне домашнє господарство  становив 63 857 доларів США (медіана — 57 500), а середній дохід на одну сім'ю — 70 369 доларів (медіана — 59 333). Медіана доходів становила 42 014 долари для чоловіків та 33 333 долари для жінок. За межею бідності перебувало 11,1 % осіб, у тому числі 18,3 % дітей у віці до 18 років та 0,0 % осіб у віці 65 років та старших.
Цивільне працевлаштоване населення становило 377 осіб. Основні галузі зайнятості: роздрібна торгівля — 19,4 %, освіта, охорона здоров'я та соціальна допомога — 18,0 %, мистецтво, розваги та відпочинок — 14,9 %, науковці, спеціалісти, менеджери — 13,8 %.